# Do Me a Favor
Pour plus de détails, voir Fiche technique et Distribution.
Do Me a Favor (Trading Favors) est un film américain réalisé en 1997 par Sondra Locke

## Synopsis
A la suite d'un concours de circonstances, Lincoln Muller, un étudiant mineur se trouve entraîné par Alex, une femme mystérieuse. Lincoln et Muller vont nouer une relation étrange avec une certaine fascination de l'un envers l'autre, ils vont réussir ensemble quelques braquages d'épiceries et autres petites flibustes. Quand Alex voudra retourner voir sa mère malade, les choses tourneront mal à la suite de l'arrivée inopinée de Teddy, l'ex d'Alex. Une fusillade s'en suivra au cours de laquelle Alex sera mortellement blessée. Lincoln revient alors chez ses parents.

## Fiche technique
- Titre : Do Me a Favor
- Titre original : Trading Favors
- Autre tite : Dead end[réf. nécessaire]
- Réalisatrice : Sondra Locke
- Scénario : Timothy Albaugh, Tag Mendillo
- Photographie : Sidney Sidell, Julie Rogers
- Musique : Jeff Rona
- Genre : Road movie, Romance
- Durée : 103 min.
- Pays de production :  États-Unis
- Langue : Anglais
- Date de sortie : 
  - Hongrie : 4 juin 1997

## Distribution
- Rosanna Arquette : Alex Langley
- George Dzundza : Wallace Muller
- Devon Gummersall : Lincoln Muller
- Julie Ariola : Judy Muller
- Frances Fisher : une bibliothécaire
- Jason Hervey : Andy
- Craig Nigh : Bobby
- Duke Valenti : un motard
- Chad Lowe : Marty
- Saachiko : Rosie
- Rolando Molina : Hector
- Marty McSorley : un videur
- Paul Herman : Bartender
- Alanna Ubach : Christy
- Peter Greene : Teddy, l'ex d'Alex